# Rittergut Geißeln

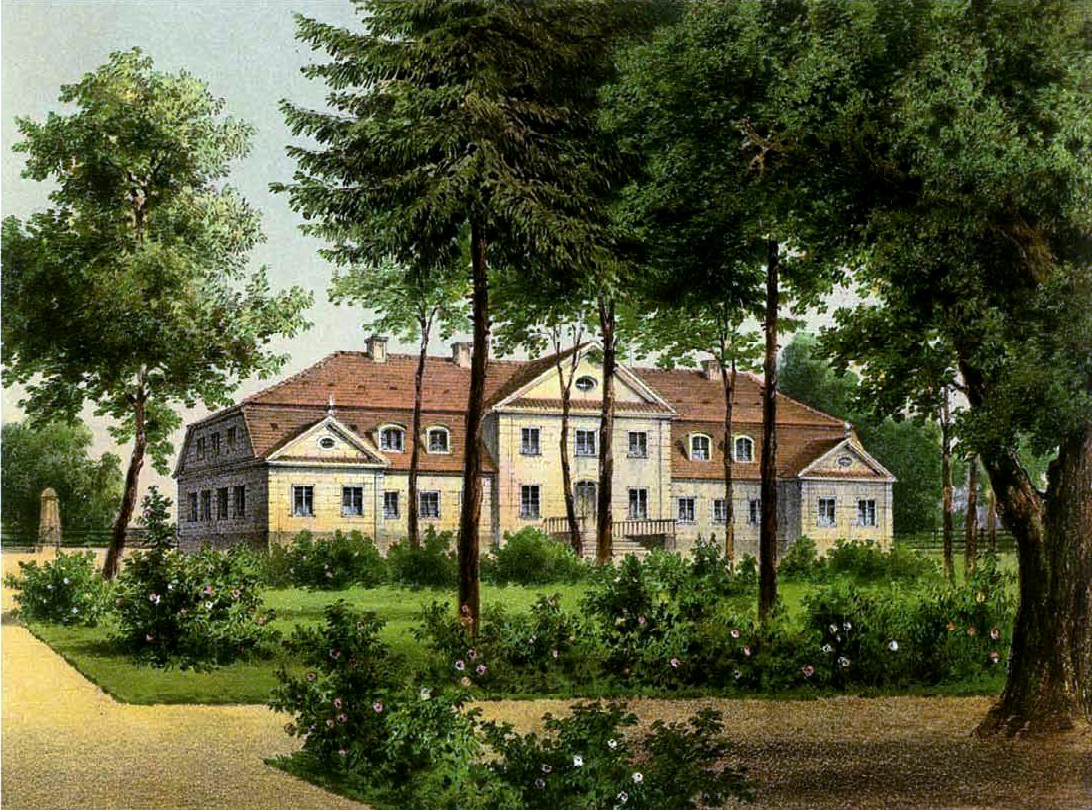
Das Herrenhaus des Guts auf einer Abbildung von etwa 1867 (Sammlung Duncker)

Das Rittergut Geißeln (polnisch Dwór w Gisielu) war ein Gutshof in Gisiel (deutsch Geißeln) in der heutigen Stadt- und Landgemeinde Stary Dzierzgoń der polnischen Woiwodschaft Pommern. Das Herrenhaus des Gutes, von dem heute nur noch Ruinen erhalten sind, war einst eines der bedeutendsten Herrenhäuser in Ostpreußen und Vorbild für zahlreiche Schlösser und Rittergüter, darunter jene in Wysoka (deutsch Hohendorf) und Topolno Wielkie (deutsch Groß Tippeln). Es steht seit dem 31. Juli 1968 unter Denkmalschutz. Der zum Gut gehörende Park ist seit dem 7. Dezember 1977 in die Denkmalliste eingetragen.

## Geschichte
Im 18. Jahrhundert gehörte der Besitz der Familie von Natzmer. 1783 ließ der damalige Gutsherr, Hans Christoph von Natzmer, ein Herrenhaus im Stil des Spätbarocks errichten. 1795 erwarb Johann Georg von Reibnitz den Besitz. Der Stammsitz seiner Familie war das rund drei Kilometer nordwestlich gelegene Rittergut Kerschitten. Nach dem Tod von Johann Georg von Reibnitz erbte seine Tochter Wilhelmina Dorothea den Gutsbetrieb und vermachte ihn bei ihrem Ableben 1860 ihrem Neffen Ernst Albrecht von Reibnitz. Seiner Familie gehörte das Gut, das sich allmählich zum neuen Hauptsitz der von Reibnitz entwickelt hatte, noch bis 1945. Danach wurde es verstaatlicht und von einer PGR genutzt. 1932 gehörte ein 518 Hektar großer Landbesitz zum Gutsbezirk.

## Beschreibung

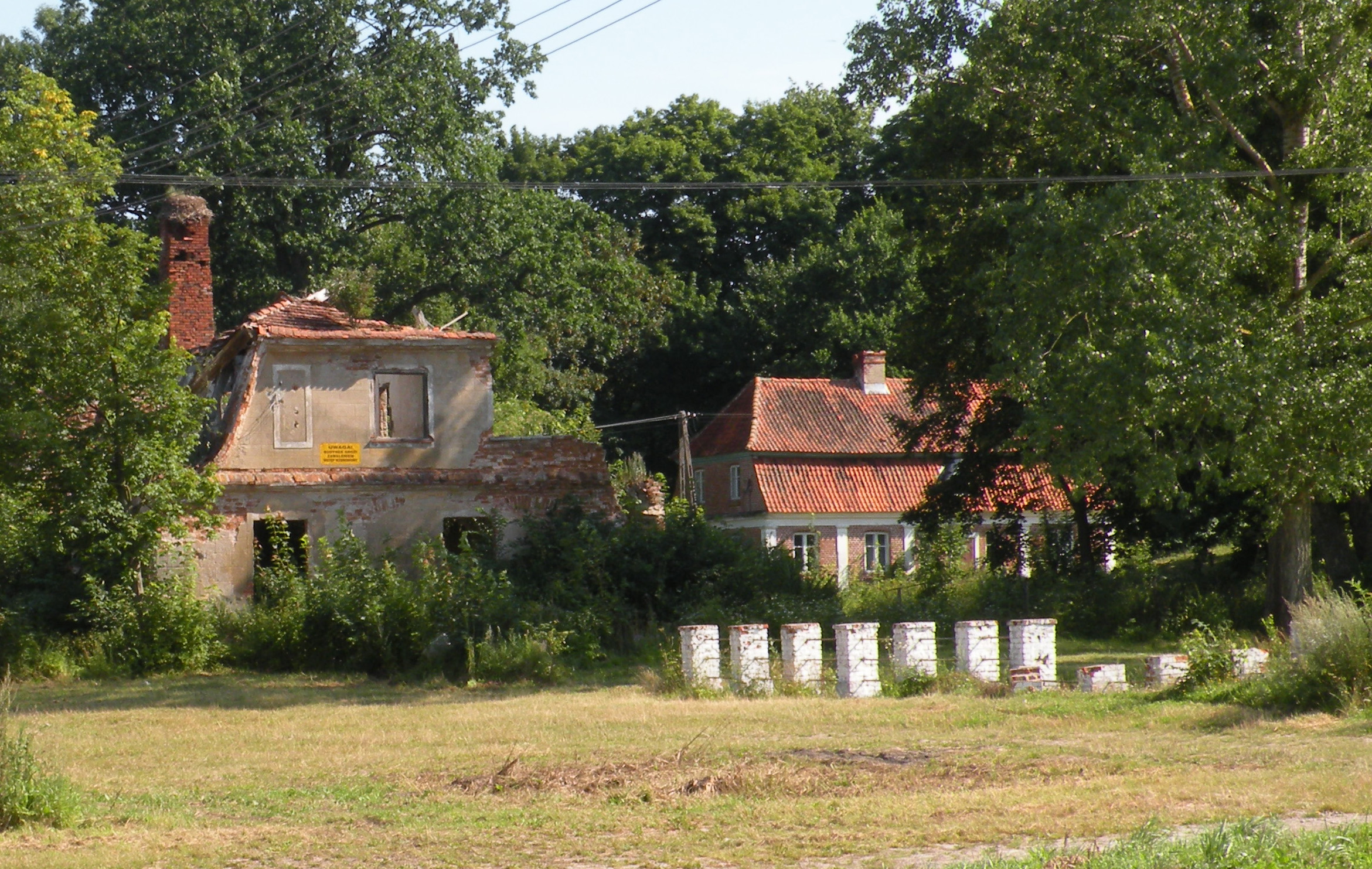
Die Herrenhausruine (links) und das ehemalige Verwalterhaus (2009)

Heute ist das Herrenhaus eine Ruine. Die noch erhaltenen, einst zum Gut gehörenden Gebäude stehen leer und verfallen zusehends.
Das Herrenhaus war ein zweigeschossiger Ziegelbau mit rustiziertem Verputz und pfannengedecktem Mansarddach mit Gauben. Die nach Westen zeigende Eingangsfassade war durch Fenster in 13 Achsen unterteilt. Jeweils zwei der Achsen waren durch Seitenrisalite mit Ecklisenen betont, deren Dreiecksgiebel mit Ochsenauge etwa halb so hoch wie das Dach des Gebäudes war. Die Mitte der Front war von einem dreiachsigen Risalit bestimmt, der bis zur Hälfte der Dachhöhe reichte und ebenfalls von einem Dreiecksgiebel mit Ochsenauge bekrönt war. Eine breite Freitreppe mit steinerner Brüstung führte hinauf zum mittig liegenden Portal im Erdgeschoss, das sich auf einem hohen Sockelgeschoss erhob.
Hinter dem Portal lag eine zweigeschossige Eingangshalle. Über eine mit Schnitzereien verzierte Treppe aus Eichenholz war das Obergeschoss erreichbar. Einige Räume besaßen Decken mit Stuckverzierung.

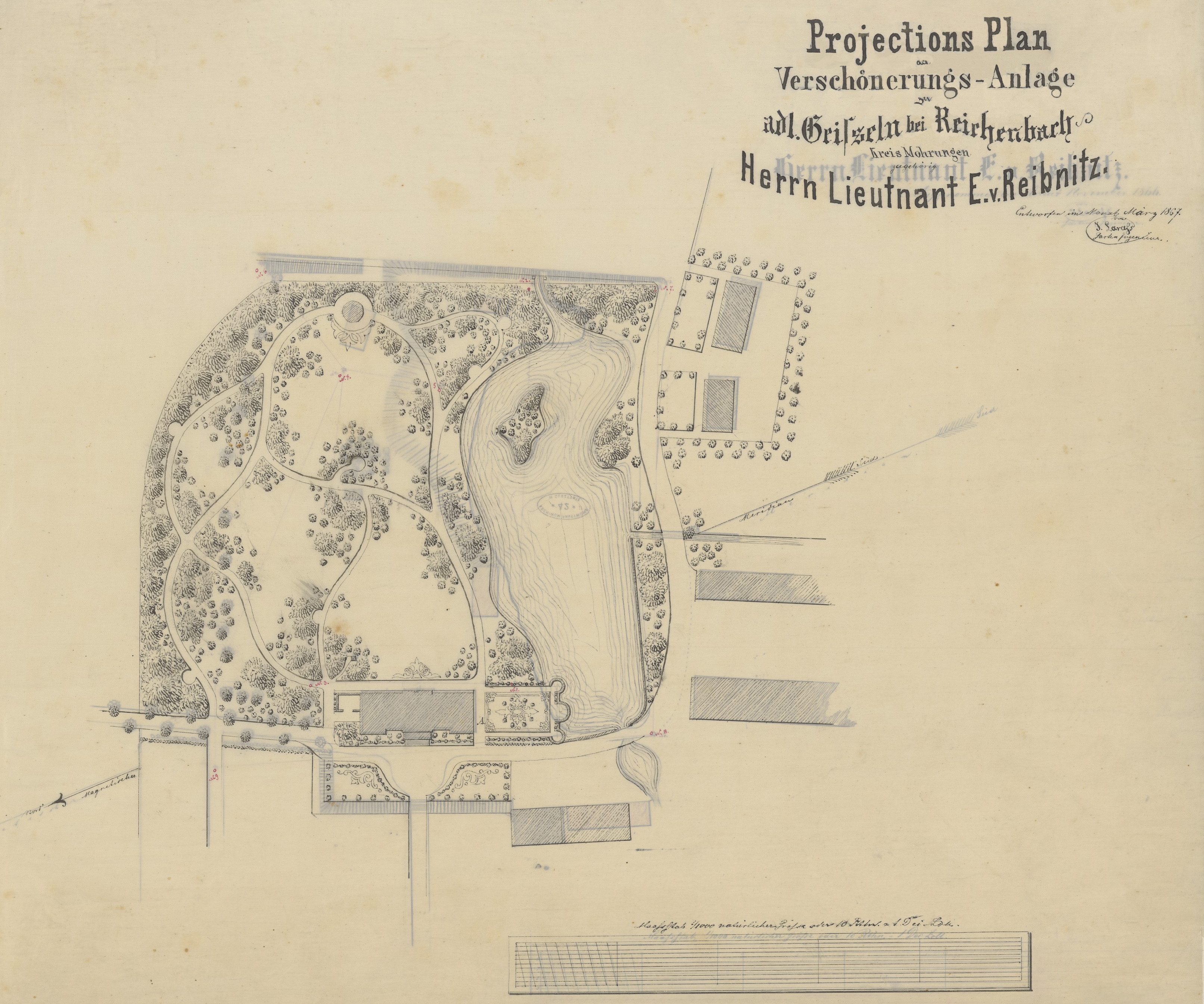
Johann Larass’ Entwurf des Parks

Die Ruine der Herrenhauses ist von den Resten eines landschaftlich gestalteten Parks umgeben. Dessen östlicher Teil mit Gartenpavillon und großem Teich wurde nach einem Entwurf des Bromberger Landschaftsarchitekten und Lenné-Schülers Johann Larass vom März 1867 angelegt. Von ihm ist heute mit Ausnahme einiger alter Bäume und dem Teich nichts mehr erhalten.
Auf dem Areal des Gutes stehen neben der Herrenhausruine noch zwei andere im Verfall begriffene, ehemalige Gutsgebäude: das Verwalterhaus und ein Wirtschaftsgebäude aus dem Jahr 1904. Zwei weitere verlassene Nebengebäude sind neuzeitlich.